# SourceLair
SourceLair је онлајн интегрисано развојно окружење засновано на мрежи.